# American Gun
American Gun ist ein US-amerikanisches Filmdrama von Aric Avelino aus dem Jahr 2005.

## Handlung
Der Film erzählt drei Geschichten, die alle mit Waffen zu tun haben. Der Sohn von Janet Huttenson hat drei Jahre zuvor an einer High School mehrere Menschen erschossen, bevor er selbst erschossen wurde. Janet und ihr zweiter Sohn David leiden unter finanziellen Schwierigkeiten. Die Frau nimmt das Angebot eines Auftritts in einer Fernsehsendung – wofür sie Geld bekommen soll – an. In der Sendung tritt ebenfalls der Polizist Frank auf.
Carter leitet eine High School, die sich in der Innenstadt von Chicago befindet. Er zog in die Stadt aus einer kleineren Stadt in Ohio. Seine Ehe kriselt aufgrund der Arbeitsbelastung. Sein Schüler Jay wird mit einer Waffe erwischt und steht kurz davor, von der Schule verwiesen zu werden.
Carl Wilk führt in Charlottesville einen Laden mit Waffen. Seine studierende Enkeltochter Mary Ann Wilk jobbt in diesem Laden. Sie fühlt sich unwohl dabei, nachdem einer ihrer Freunde Opfer eines bewaffneten Überfalls wurde. Zum Filmende wird ein Schild in Carls Geschäft gezeigt, das verkündet, dass gebrauchte Waffen angekauft werden.

## Synchronisation
Die deutsche Synchronisation erfolgte durch die Firma FFS Film- & Fernseh-Synchron GmbH, München, Dialogregie führte
Marina Köhler nach dem Dialogbuch von Stefan Sidak.

## Kritiken
Roger Ebert schrieb in der Chicago Sun-Times vom 7. April 2006, der Film erzähle drei ruhige, traurige Geschichten; das Ende einer der Geschichten sei offen. Es seien Geschichten über Menschen, die feststellen würden, dass Waffen in den Händen von Menschen das Leben beinahe unmöglich machen würden. Alle drei Geschichten stellen die Frage, wie ein sinnvolles Leben in einer Gesellschaft möglich sei, in der viele Menschen bewaffnet sein können.
Joe Leydon schrieb in der Zeitschrift Variety vom 7. November 2005, der Film sei tempoarm und dramatisch diffus, was ihn zu einem Fehlschlag mache. Ihm fehle ein Mittelpunkt und der Schwung, um die drei Geschichten zu verbinden. Die starke Besetzung könne Videozuschauer locken, aber nicht das Kinopublikum. Am interessantesten seien die Szenen mit Marcia Gay Harden und Chris Marquette; man hätte aus denen einen separaten Film machen können.

## Auszeichnungen
Ted Kroeber in der Kategorie Bester Film sowie Forest Whitaker und Marcia Gay Harden als Darsteller wurden im Jahr 2007 für den Independent Spirit Award nominiert.

## Hintergrund
Der Film hatte seine Weltpremiere am 15. September 2005 auf dem Toronto International Film Festival. Er wurde in einzelnen Kinos der USA gezeigt, wo er ca. 24 Tsd. US-Dollar einspielte.